# Ciudad de Nutrias
Ciudad de Nutrias es la ciudad capital de la parroquia con el mismo nombre y del Municipio Sosa, en 2001 alcanzó una población de más de 21.000 habitantes. Se sitúa en las coordenada 8°05′48″N 69°18′32″O / 8.09667, -69.30889 (Norte del Río Apure).

## Toponimia
El nombre se debe a que en sus caños caudalosos tributarios del río Apure abundaban animales de piel muy fina, denominados nutrias.

## Historia
Virgilio Tosta, historiador barinés, reseña en “Ciudades, Villas y Pueblos Barineses”, que en 1778 el sacerdote Juan José Paredes, Clérigo de suficiente habilidad y eficacia en el cumplimiento de sus obligaciones, informó a sus autoridades que para 1774 había fundado voluntariamente el pueblo de Nutrias. Esta ciudad se fundó muy cerca del caudaloso Río Apure, con el objeto de comunicarse con Angostura, a través de los ríos Apure y Orinoco.
La misma fuente hace referencia a un expediente elaborado en Guanare para 1777, en donde se afirma que el pueblo de Nutrias fue fundado y poblado por vecinos de la jurisdicción de Guanare, por órdenes del Gobernador de la Provincia de Maracaibo, en donde concurrieron los señores 3Eusebio Ramírez y sus hermanos; Bernardo Paiva y cinco hermanos, Bernardo Barco, Francisco Escobar, entre otros, donde se señala como fundador de las Nutrias al señor Francisco Sánchez de Parada, vecino de Guanare, para Tosta este hombre pudo haber sido la autoridad civil que acompañó al Sacerdote Paredes en la fundación de Nutrias, argumentado en datos que se encuentra en el Registro Principal de Caracas.
Por un lado la misma fuente señala que el padre Paredes y/o Sánchez de Parada debieron haber llegado a un centro poblado. Restos de montículos y cerámicas así lo confirman, por lo que estos y quienes le acompañaban no pudieron haber llegado a un sitio descampado, en plena sabanas rodeados de ríos y caños. Por otra parte, el año que se toma como fundación queda entredicho, pues el acta fundacional de Nutrias, si es que existe, hasta el momento no ha sido encontrada. Existen actas de bautismo depositadas en la Iglesia de Nutrias, entre estas las del prócer civil nutreño Rodríguez Domínguez, que data de 1774, asimismo de ser cierta la existencia de 490 casas y 2600 habitantes.
El primer censo de la Provincia de Barinas, elaborado en 1787 por órdenes del primer Gobernador, don Fernando Miyares, arrojó como datos importantes que Nutrias contaba con 3901 habitantes, que vivían en 636 casas de bahareque, de las cuales había 100 en el pueblo y 536 dispersas en los campos. Se censaron 69 hatos, en cuyas sabanas pastaban 48.848 cabezas de ganado vacuno y doce haciendas especializadas en el cultivo de caña dulce.
Tal situación de prosperidad llevó a que Nutrias adquiriera relevancia económica, política y militar, pasando a ser dirigida por un Teniente Justicia Mayor, designado por el Gobernador de la Provincia de Barinas, un administrador de la Real Hacienda y otro de la Renta del Tabaco.
Para 1.800, los nutreños hacen un primer intento ante las autoridades coloniales para que se distinguiera a Nutrias con el Título de Ciudad. Solicitud que insisten tres años más tarde avalado con un informe que indicaba una población de 8034 habitantes de los cuales 2256 eran personas blancas. Estas aspiraciones se concretaron tiempo después a raíz de los Movimientos Independentista posterior al 19 de abril de 1810 y ya para 1811 Nutrias tenía el Título de Ciudad, con su ilustre ayuntamiento.
En el rápido progreso de Nutrias influyó de manera decisiva su ubicación geográfica. Se convirtió en punto de enlace de la vasta zona barinesa con la Provincia de Guayana, que permitió un comercio de ganado y tabaco. El título de ciudad con que se conoce a Nutrias lo obtuvo a raíz del estallido de la Guerra de Independencia.
La ciudad a su nacimiento tenía una hermosa catedral, ayuntamiento y casas de estilo español de adobe o ladrillo, techos de teja, bellas columnas y dimensiones que ocupaban un cuarto de manzana, las puertas y ventanas eran de madera fina, pisos recubiertos de madera y ladrillos. Allí se alojaban los comerciantes y dueños de hatos que producían cueros de ganado, cacao, tabaco, añil, caña de azúcar y algodón.
Los productos eran llevados a los puertos en bestias y en carretas. El puerto de la capital de Barinas era Torunos, de allí se embarcaban rubros agrícolas y pecuarios hasta el Puerto de Nutrias, donde eran trasegados a embarcaciones de mayor calado.
El auge de la exportación de las plumas de garza marcó para siempre el recuerdo de quienes sobrevivieron para contar historias a los “cazadores de historias”. La pluma de garza se convirtió en una industria para propios y extraños, que poblaban los ríos, en busca de las codiciadas plumas. La variedad de colores de las garzas reales, rosas, rojas las corocoras, rosadas, las paletas, azul grisáceo y las morenas.
Aquel esplendor decayó lentamente por varios motivos: La Primera Guerra Mundial, la caída de los zares y la Revolución Francesa (principales consumidores de plumas), otros factores como la Guerra Federal, y el progreso de otras regiones de Venezuela por parte de la aparición y comienzo de la explotación petrolera. El petróleo dejó las sementeras solas, se abrieron los caminos y carreteras, llegaron transportes automotores que cambiaron los caminos de agua por carreteras asfaltadas.

### Natalicios
- Lcdo. Juan Antonio Rodríguez Domínguez, abogado, otorgante del Título de Libertador a Simón Bolívar en nombre de la Municipalidad de Caracas, en uno de los más ilustres próceres civiles de nuestra emancipación, nació en 1774 y tuvo el honor y la fortuna de firmar, como presidente del Congreso de Venezuela de 1811, el Acta de Declaración de la Independencia.
- General José de la Cruz Paredes, nació el 3 de mayo de 1797, a la edad de trece años se alista voluntariamente en las filas del ejército republicano. Combatió en numerosas acciones de guerra, acompañó al general Páez en las campañas de Apure, fue uno de los jinetes del gesto audaz y temerario de las Queseras del Medio y combatió en la batalla de Carabobo.

## Relieve
Presenta un relieve conformado por llanuras y esteros, con una topografía predominantemente plana donde se observan sabanas, matorrales y algunas depresiones ligeras conformadas por esteros y lagunas naturales. Esta morfología del terreno hace que la población esté ubicada en una pendiente casi nula, aproximadamente de 3 % según datos del Ministerio del ambiente, oficina de Libertad de Barinas, y los terrenos están compuestos por suelos arables no rocosos, medianamente inundables o anegadizos que ofrecen buenas condiciones para la producción agrícola y vegetal en lo que respecta a los espacio periféricos de la población con una temperatura media anual de 26,7 °C.

## Hidrografía
Esta ciudad presenta una hidrografía surcada por ríos, (Masparro), caños quebradas y préstamos artificiales, que desembocan en el Río Apure.

## Fauna y flora
La fauna de Ciudad de Nutrias está representada por venados, chácharos, corocoras, babos, osos palmeros, ardillas, garzas, lapas, araguatos, entre otros. En cuanto a la flora Presenta una vegetación típica de sabana, compuesta por una gran diversidad de palmeras, árboles maderables como el samán, cedro y saqui saqui, entre otros.
Micro Municipio Sosa Turismo - Ciudad de Nutrias

## Aspectos económicos
La economía de la ciudad, generalmente se basa en la agricultura y ganadería, Posee hatos en donde hay una ganadería extensiva para el desarrollo del agroturístico. La agricultura gira en tomo al cultivo de maíz, Algodón, frutales, tomate, arroz, yuca, topocho y plátano, comercio de especies fluviales, como el bagre rayado, dorado, cachama, coporo, palometa, caribe, etc. Favorecido por su cercanía con el Río Apure. Es evidente establecimientos comerciales, como abastos, ferreterías, almacenes y zapaterías, restaurantes, sucursal de Movilnet, Banco Bicentenario, entre otros.

## Aspecto cultural
Como consecuencia de su pasado lleno de historia, la ciudad posee una arquitectura de estilo colonial que actualmente forma parte del pequeño patrimonio arquitectónico, del casco de la Ciudad de Nutrias, presentes en su majestuosa Catedral Inmaculada Concepción de María, en el edificio colonial sede de la municipalidad de Sosa y en la Biblioteca Francisco Lazo Marti.

### Festividades

#### Fiestas Patronales en honor a la inmaculada Concepción
Se efectúan en la Parroquia Ciudad de Nutrias del 30 de noviembre al 8 de diciembre, con las actividades religiosas de misas, primera comunión y bautizos, Espectáculo de Fuegos Artificiales, juegos tradicionales, toros coleados y música criolla con bandola, cuatro, maracas y cantos de contrapunteo.

#### Fiestas Patronales en honor de san Marcos de León
Se realizan en la localidad de Chaparrito. Se celebran del 18 al 27 de abril con actividades religiosas, amenizadas con juegos tradicionales: carreras en bicicleta, sacos y caballos, peleas de gallo, huevos en cucharas y competencias deportivas.

#### Fiestas Patronales en honor a la Santísima Trinidad
Se realizan en la localidad del Vegón de Nutrias. Se celebran del 15 al 25 de marzo con actividades religiosas, juegos tradicionales, música llanera y concursos de baile de joropo.

#### Fiesta en honor a Santa Catalina de Alejandría
Se celebra del 20 al 25 de noviembre en la localidad de Santa Catalina. Se realizan actividades religiosas con bautizos y primera comunión. Estas festividades son acompañadas con juegos tradicionales, toros coleados y actividades deportivas.

#### Fiestas Patronales en honor de san José
Se efectúan en la localidad de Guamito, del 15 al 20 de marzo con actividades religiosas y juegos tradicionales, carreras en saco, peleas de gallo y toros coleados.

#### Fiestas Patronales en honor a Nuestra Señora de la Candelaria
Las fiestas en honor a Nuestra Señora de la Candelaria se celebran del 25 de enero al 2 de febrero en la localidad de Puerto de Nutrias. En lo religioso ofician misas procesión a la Virgen, Bautizos y primeras comuniones, organizan encuentros de música criolla, juegos tradicionales y competencia de comidas.

#### Velorio de la Cruz de Mayo
Se efectúa en la localidad de Puerto de Nutrias del 2 y 3 de mayo. El Velorio de la Cruz de Mayo se celebra en la entrada de Puerto de Nutrias, en el lugar donde esta la Cruz de la Misión, comienzan vistiéndola a las 4:00 p. m. del día 
2 de mayo. Se toca música con bandola, cuatro y maracas; se reparte chocolate, pan y queso. Esta ceremonia dura hasta el amanecer del 3 de mayo, cuando se viste la cruz con palmas y se adorna con flores, momento en que le rezan y le cantan, reuniéndose todo el pueblo alrededor de la cruz. Esta festividad se hace con la colaboración de toda la comunidad.

## Producción y artesanía
En la ciudad se realizan trabajos artesanales en tapara y hojas de topocho: floreros, centros de mesa, vajillas de totumo, cucharas, fosforeras, materos, servilleteros, etc. Elaboración de atarrayas y hamacas. Trabajos artesanales en arcilla y madera, elaboración de manualidades cepa de topocho, junco, periódicos, entre otros materiales a los cuales se le denomina artesanía ecológica. 

## Gastronomía
La gastronomía en la ciudad está representada por Carne de res, aves, cochino, frita en salsa o asada, acompañada con arroz blanco, yuca o plátano sancochado.
- Hervido de carne de res, aves o pescado (curito).
- Pabellón.
- Arroz amarillo.
- Dulces típicos, lechosa, topocho, torta de auyama, cabello de ángel, toronja, etc.
- Chigüire, en Semana Santa.
- Hallacas de Guiso en diciembre.
- Coporo frito.
- Nutrias fritas

## Aspectos turísticos

### Iglesia Colonial Inmaculada Concepción
Se encuentra ubicada en la Av. Cruz Paredes con Calle, Julián Pino, al frente de la Plaza Bolívar. Es el tercer templo colonial que enriquece el patrimonio artístico del Estado Barinas. Es una joya arquitectónica de gran valor, construida en la época de la colonia a finales del siglo XVIII, al conservar la arquitectura española de aquel entonces así como objetos y reliquias de gran valor cultural.

### Centro Poblado Puerto de Nutrias
Se encuentra ubicado a 1 km de la margen izquierda del Río Apure. Es un típico pueblo de llano y su fundación tuvo lugar por los años de 1711. Su crecimiento en la segunda mitad del siglo XVIII, se explica por la bonanza económica que benefició a toda la provincia. Nutrias fue la puerta de salida más importante para los productores de la región, y el puerto de mayor movimiento. Allí se embarcaban las rebuscadas y preciosas cargas del famoso tabaco, que bajando el Apure y luego el Orinoco, llegaban hasta la Isla de Trinidad y de ahí al mercado europeo.

### Centro Turístico El Centenario
En la vía de penetración El Guamito-Santa Catalina en el sector El Britero, se ubica el Centro Turístico El Centenario, con servicios de alojamiento en cabañas, restaurante, piscina y paseos hacia los nichos ecológicos.

### Hato Buena Vista
En la vía de penetración agrícola El Guamito-Santa Catalina, en el sector Santo Domingo, en una extensión de 9000 Has, está situado el Hato Buena Vista. Sus propietarios motivados por el desarrollo del ecoturismo y la importancia que reviste la conservación de este mundo animal de aves, mamíferos y reptiles, han mantenido en forma original los santuarios, donde habitan, anidan y se reproducen garzas blancas, morenas, cotúas, chenchenos, corocoras, guacharacas, galápagos, babas, osos palmeros, araguatos, puerco espin, venados, chacharos, lapas entre otros

## Proyecto Apure-Orinoco
Nutrias actualmente es punto de referencia nacional para el desarrollo del Proyecto Apure- Orinoco, cuyo objetivo es la reactivación de sus aspectos socioeconómico y cultural.

## Límites de la población
- Por El Norte: Caserío Caño Seco Abajo.
- Por El Sur: Puerto De Nutrias.
- Por El Este: Carretera Nacional vía Puerto de Nutrias.
- Por El Oeste: Caño Seco.

## Símbolos patrios

### El escudo
Es también el del municipio Sosa. Contiene varios símbolos, como se menciona a continuación:

### Unas nutrias
Representan el nombre toponímico varias poblaciones importantes del municipio, los cuales deben su nombre a este animal, el cual se encuentra actualmente en peligro de extinción, y muy poco se encuentra en el caño que baña sabanas de la yegüera que lleva su nombre.

### Un curso de agua
Simboliza la ideografía de nuestro municipio, necesaria para desarrollar la agricultura y la pesca, además de representar al puerto comercial que comunicaba el occidente del país con en oriente a través del Apure.

### El cultivo
Simboliza la actividad agrícola realizada por nuestra gente a lo largo de la historia, así como también la ganadería como actividades económicas pilares en nuestra sociedad.

### Iglesia colonial
Simbolizado la importancia de nuestro pueblo durante la colonia.
Una cinta tricolor: señala la fecha de fundación de ciudad de nutrias, capital del municipio sosa.